# Dietmar Gottschild
Dietmar Gottschild (* 15. Juli 1943 in Leipzig; † 7. Januar 2025) war ein deutscher Nuklearmediziner und Hochschullehrer am Universitätsklinikum Jena.

## Leben und Wirken
Nach Schulzeit und praktischem Jahr als Hilfspfleger an der Universitäts-Augenklinik am Universitätsklinikum Leipzig schloss Gottschild 1968 sein Studium der Medizin an der Universität Leipzig ab. Ebenfalls 1968 promovierte er mit der Arbeit Über primär multiple maligne Tumoren zum Doktor der Medizin.
Seine Ausbildung zum Radiologen absolvierte er an den Krankenhäusern in Pößneck und Ranis und an den Universitätskliniken in Jena und Leipzig. Nach der Anerkennung als Facharzt für Radiologie begann er 1973 in der nuklearmedizinischen Abteilung der Radiologischen Klinik und Poliklinik der Universität Leipzig. Gottschild befasste sich vor allem mit der nuklearmedizinischen Herzdiagnostik.
1983 habilitierte sich Gottschild mit dem Arbeit Ergebnisse und Wertigkeit nuklearmedizinischer Herzkreislaufuntersuchungen im Tierexperiment und im kinderkardiologisch-klinischen Einsatz. Im selben Jahr wurde er Leiter der nuklearmedizinischen Abteilung am Universitätsklinikum Jena, wo er 1990 auf eine außerordentliche Professur für Nuklearmedizin berufen wurde. Nach Tätigkeit als kommissarischer Direktor der gesamten Klinik für Radiologie wurde er 1993 zum Universitätsprofessor für Nuklearmedizin berufen. 2007 wurde Gottschild emeritiert.
Zu Gottschilds Schwerpunkten in der Forschung gehörten die Radionuklidtherapie (einschließlich Radioimmuntherapie), die nuklearmedizinische Herzdiagnostik (einschließlich Myokardszintigrafie), die Immunszintigrafie, die Rezeptorszintigrafie und die Positronen-Emissions-Tomografie (PET). Er war Vorstandsmitglied der Gesellschaft für Nuklearmedizin in Sachsen, Sachsen-Anhalt, Niedersachsen und Thüringen. Gottschild organisierte mehrere Kongresse.
Dietmar Gottschild war verheiratet.